# Чемпионат Европы по классическому пауэрлифтингу 2015
Чемпионат Европы по классическому пауэрлифтингу 2015 проводился в чешском городе Пльзень с 21 по 28 марта 2015 года.

## Участники
В соревнованиях приняли участие:
- мужчины — 86
- юноши — 63
- мальчики — 38
- женщины — 48
- девушки — 41
- девочки — 31

## Призёры

### Мужчины
| Категория    | Золото                                | Золото | Серебро                      | Серебро | Бронза                       | Бронза |
| ------------ | ------------------------------------- | ------ | ---------------------------- | ------- | ---------------------------- | ------ |
| до 59 кг     | Польша · Дариуш Вшола                 | 560    | Франция · Этьен-Серж Литед   | 545     | Россия · Константин Макаров  | 537,5  |
| до 66 кг     | Финляндия · Антти Саволайнен          | 630,5  | Россия · Андрей Костенко     | 605     | Польша · Мариуш Гротковский  | 562,5  |
| до 74 кг     | Беларусь · Александр Гринкевич-Судник | 710    | Франция · Хассан Эль-Бехгити | 685     | Финляндия · Сами Ниеминен    | 685    |
| до 83 кг     | Россия · Константин Дяшкин            | 732,5  | Финляндия · Микко Ронкайнен  | 702,5   | Польша · Лукаш Матвин        | 670    |
| до 93 кг     | Болгария · Борислав Адов              | 785,5  | Россия · Сергей Лупин        | 742,5   | Россия · Сергей Бахтин       | 742,5  |
| до 105 кг    | Россия · Андрей Инин                  | 830    | Россия · Эрнст Гросс         | 800     | Финляндия · Теему Мутикайнен | 755    |
| до 120 кг    | Болгария · Ивайло Христов             | 912,5  | Великобритания · Тони Клифф  | 875     | Польша · Матеуш Гжезик       | 787,5  |
| свыше 120 кг | Латвия · Мартиньш Крюзе               | 937,5  | Россия · Артём Ковальчук     | 920     | Чехия · Давид Лупач          | 920    |

### Женщины
| Категория   | Золото                          | Золото | Серебро                    | Серебро | Бронза                        | Бронза |
| ----------- | ------------------------------- | ------ | -------------------------- | ------- | ----------------------------- | ------ |
| до 47 кг    | Беларусь · Александра Отченашко | 335    | Франция · Бенедикта Лепанс | 325     | Россия · Марина Лопатникова   | 322,5  |
| до 52 кг    | Венгрия · Магдолна Петрошки     | 375    | Россия · Анна Комлаева     | 375     | Великобритания · Луиза Мюррей | 352,5  |
| до 57 кг    | Франция · Фанни Бримбоеф        | 372,5  | Великобритания · Элли Стил | 357,5   | Венгрия · Эрика Санто         | 352,5  |
| до 63 кг    | Словакия · Ивана Хорна          | 422,5  | Россия · Ландыш Гавина     | 407,5   | Германия · Тамара Томсен      | 407,5  |
| до 72 кг    | Беларусь · Снежанна Зубко       | 442,5  | Финляндия · Иоханна Канкус | 440     | Чехия · Павла Кладилова       | 402,5  |
| до 84 кг    | Нидерланды · Илля Стрик         | 521    | Латвия · Иевина Лигере     | 397,5   | Чехия · Мартина Кутнакова     | 387,5  |
| свыше 84 кг | Венгрия · Агнес Сабо            | 502,5  | Венгрия · Мелинда Ломбоси  | 490     | Финляндия · Катарина Нокуа    | 455    |